# 阿拜區 (卡拉干達州)
49°37′52″N 72°50′17″E / 49.631°N 72.838°E

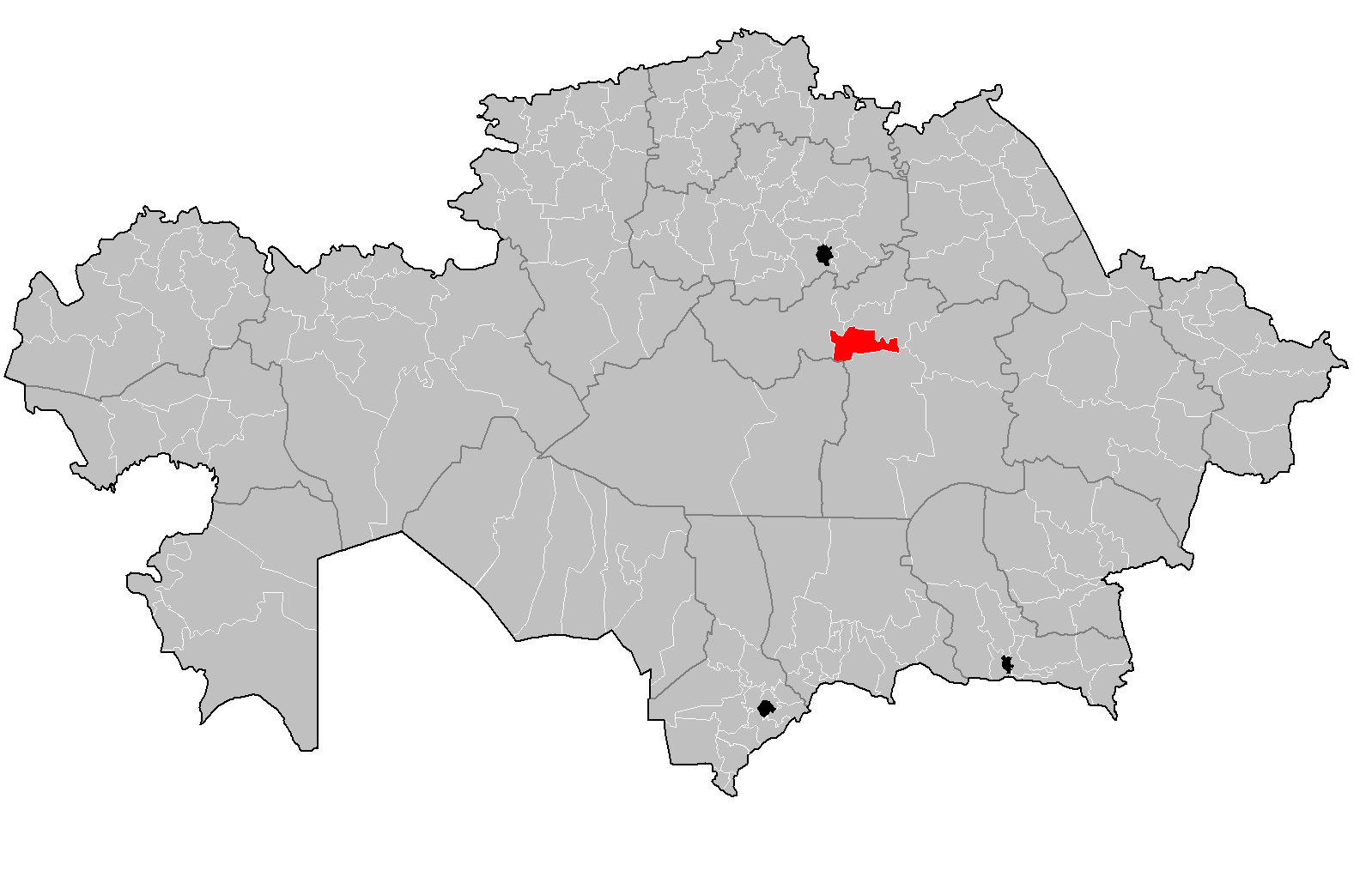

阿拜區是哈薩克斯坦的行政區，位於該國中部，由卡拉干達州負責管轄，首府設於阿拜，始建於1973年，面積65,000平方公里，2013年人口54,057。